# Theodor Bergmann (Unternehmer)
Theodor Bergmann (* 21. Mai 1850 in Sailauf; † 23. März 1931 in Gaggenau) war ein deutscher Unternehmer und Erfinder.

## Leben
Theodor Bergmann wurde im Spessart als Sohn des Gastwirts und Brauereibesitzers Johann Adam Bergmann geboren. Er besuchte die Volksschule in Sailauf und die Gewerbeschule in Aschaffenburg.
Bergmann war Mitinhaber einer Herdfabrik in Konstanz, als ihn der Unternehmer Michael Flürscheim 1879 in seine Eisenwerke Gaggenau holte, wo Bergmann 1884 Teilhaber wurde. Die Eisenwerke weiteten ihr Produktspektrum bis auf etwa 200 Erzeugnisse aus, zu denen Haushaltswaren, Herde, Reklame-Emailschilder, Verkaufsautomaten, „Badenia“-Fahrräder, Luftpistolen, Feuerwaffen und kunstgewerbliche Artikel zählten. Als die Eisenwerke 1888 als Aktiengesellschaft an die Börse gingen, wurden Flürscheim und Bergmann mit je einer Million Goldmark ausbezahlt. Bergmann blieb bis Ende 1893 alleiniger Direktor der Eisenwerke, trat dann jedoch zurück, da sein Konzept, viele, oft selbst erfundene Artikel auf dem Weltmarkt anzubieten, nicht die von den Aktionären erhoffte Rendite abwarf.

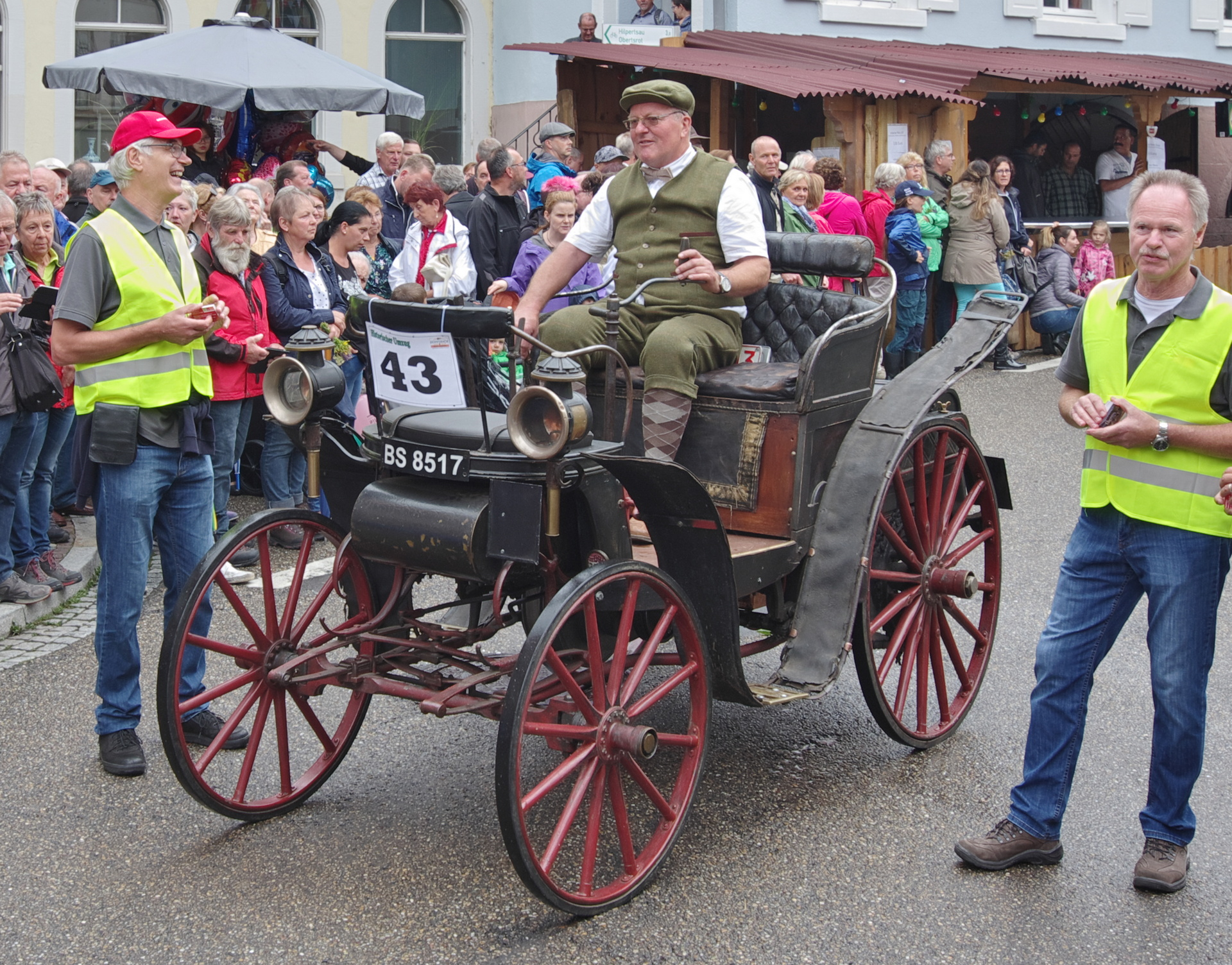
Orient-Express Baujahr 1897

Bergmann gründete daraufhin 1894 die Bergmann-Industriewerke in Ottenau mit Sitz in Gaggenau und gleichem Produktangebot wie zuvor bei den Eisenwerken. Ab 1895 kamen Automobile hinzu, 350 Stück des vom Ingenieur Joseph Vollmer entwickelten Orient-Express wurden bis 1899 gebaut. Damit begründete Bergmann die im Mercedes-Benz-Werk Gaggenau fortdauernde Gaggenauer Automobilproduktion. Nach dem nicht zufriedenstellenden wirtschaftlichen Erfolg des Orient-Express begannen die Bergmann-Werke den Bau kleiner Omnibusse. Ein von Willy Seck entwickelter Kleinstwagen, der 1904 herausgebrachte Liliput, konnte ebenfalls nicht den erhofften Status eines „Volksautomobils“ erringen. Die Automobilabteilung der Bergmann-Industriewerke wurde 1905 unter der Leitung von Georg Wiß als Süddeutsche Automobil-Fabrik Gaggenau verselbständigt.
Bergmann führte die verbleibenden Geschäftsfelder bis zum Verkauf seiner Industriewerke an die Benzwerke im Jahre 1924 weiter, die 1907 bereits das Automobilwerk übernommen hatten. In seiner Fabrik in Suhl widmete er sich der Herstellung und Verbesserung von Maschinen- und Handfeuerwaffen. Wegen seiner Verdienste in dieser Branche verlieh ihm der damalige sächsische Hof den Ehrentitel Kommerzienrat.
Im Dezember 1924 erwarb Bergmann von Carl L. Hochberg die Holzindustrie Rotenfels A.G., eine elektrisch betriebene Holzmehl-Mühle mit eigenem Wasserkraftwerk an der Murg im heutigen Gaggenauer Stadtteil Rotenfels, das er als Theodor Bergmann Holzmehlfabrik weiterführte. Mit diesem Unternehmen verfügte er insgesamt über 1000 PS Wasserkraft an der Murg, denn zu seinen Gaggenauer Industriewerken gehörten bereits zuvor weitere Wasserkraftwerke in Ottenau und Gaggenau. Zum Geschäftszweig (Abteilung) Elektrizitätswerke gehörte auch die Lieferung von Strom an Haushalte und an die Gemeinde Rotenfels, sowie die Ausführung und Lieferung von Elektroinstallationen für örtliche Haushalte. Die Holzmehlfabrik wurde nach Bergmanns Tod bis 1935 als neue Firmierung durch seine Erbengemeinschaft weitergeführt, bestellter Geschäftsführer war der Sohn Theodor Emil Bergmann. Unter dem nachfolgenden Besitz des Unternehmens durch die Markgräflich-Badische Industrieverwaltung änderte sich das Produktportfolio zu Beginn der 1960er Jahre von der Fabrikation von Holzmehl, das hauptsächlich als Füllstoff für Bakelit und Duroplaste verkauft wurde, zur Herstellung von Spezial-Kunststoffen, Thermoplaste auf Nylonbasis. In den 1990er Jahren wurde das Unternehmen ein Standort des Geschäftsfeldes Specialty Engineered Materials von PolyOne, an welchem heute technische Spezialkunststoffe entwickelt und gefertigt werden.
Unmittelbar vor seinem Tod veräußerte Bergmann das von Wasser- und Mühlenbauingenieur Ludin geplante Elektrizitätswerk Rotenfels, das er im Jahr 1927 um ein Schalthaus erweitern ließ, an die Badenwerke. Ungefähr zeitgleich mit dem Betrieb der Holzmehlfabrik war Bergmann außerdem Inhaber einer Gips- und Bleigrube im badischen Lipburg-Badenweiler. Der eingetragene Firmensitz war postalisch identisch mit dem der Holzmehlfabrik in Rotenfels. Auch dieses Unternehmen wurde bis zur Einstellung des Betriebes durch die Erbengemeinschaft fortgeführt.
In Gaggenau gilt Bergmann als einer der bedeutendsten Wirtschaftspioniere, der „den Impuls für neue Industrien dieser Stadt“ gab, und wird mit Carl Benz, Gottlieb Daimler und Friedrich Lutzmann als „der vierte Wegbereiter der Deutschen Automobilindustrie“ und „auch der bedeutendste Gaggenauer Industriepionier“ genannt.
Trotz Arbeit und Wohlstand verlor Theodor Bergmann nie die Beziehung zu seinem Heimatort. So kam er z. B. im Jahr 1900 mit seinem Orient-Express ins zweihundert Kilometer entfernte Sailauf, um hier mit seinen Verwandten und Bekannten seinen fünfzigsten Geburtstag zu feiern. Die Stadt Gaggenau, in der er nach wie vor seinen Wohnsitz hatte, ernannte ihn 1920 anlässlich seines 70. Geburtstags zum Ehrenbürger. Im Jahr 1930 besuchte er als Achtzigjähriger zum letzten Mal seinen Heimatort. Wie bei all seinen Besuchen vorher wohnte und feierte Theodor Bergmann im Gasthaus Zum Grünen Baum (Päffche), seinem Eltern- und Geburtshaus. Er starb am 23. März 1931 und wurde in der Familiengruft in Gaggenau beigesetzt. In Gaggenau und Sailauf sind zwei Straßen nach ihm benannt.